# Pak Li-sup
Pak Li-sup (6 de janeiro de 1944) - é um ex-jogador de futebol norte-coreano, que atuava como defensor.

## Carreira
Pak Li-sup fez parte do histórico elenco da Seleção Norte-Coreana de Futebol, na Copa do Mundo de 1966.